# Protonemura bacurianica
Protonemura bacurianica är en bäcksländeart som beskrevs av Zhiltzova 1957. Protonemura bacurianica ingår i släktet Protonemura och familjen kryssbäcksländor.

## Underarter
Arten delas in i följande underarter:
- P. b. bithynica
- P. b. adana
- P. b. bacurianica